# Il caso difficile del commissario Maigret
Il caso difficile del commissario Maigret (Maigret und sein größter Fall) è un film del 1966 diretto da Alfred Weidenmann.
La pellicola, con Heinz Rühmann nel ruolo di Maigret, è tratta dal romanzo La danzatrice del Gai-Moulin (La danseuse du Gai-Moulin) di Georges Simenon.

## Trama
La storia inizia con il furto di un'opera di Van Gogh, La Mousmé seduta, che appare nel film solo di scorcio o in dettaglio senza mai essere citata da un titolo e vagamente denominata un Van Gogh. Nella finzione l'opera è rubata da un museo parigino il cui vecchio custode accorso allo scatto dell'allarme è ucciso dal ladro. All'arrivo di Maigret il direttore del museo parla della perdita terribile subita col furto dell'opera, mentre Maigret stava pensando al custode ucciso dopo trentotto anni di servizio. La mossa iniziale di Maigret è quella di non diffondere la notizia del furto e dell'omicidio, fare aprire regolarmente il museo e mettere una copia del Van Gogh al posto dell'originale scomparso. Il tutto per disorientare l'autore del furto che, non trovando traccia dell'accaduto sulla stampa, è portato a ritornare al museo per vedere cosa sia mai successo. Entra in scena, controllato dagli agenti piazzati sul posto e come previsto da Maigret, un certo Ernest Holoway, un fanatico collezionista delle opere di Van Gogh, che si scoprirà essere il mandante del furto e che in seguito verrà ritrovato morto  a Losanna. Holoway contatta Maigret andando al Quai des Orfèvres dopo la visita al museo, accompagnato da un cagnolino in braccio. È quindi nella città svizzera che proseguono le indagini di Maigret, in collaborazione con la polizia locale. Qui vengono identificati e arrestati l'autore del furto e dell'omicidio del custode e il killer del signor Holway. Viene anche recuperato il Van Gogh, che Maigret consegna un suo ignaro agente stupito di ritrovarselo tra le mani all'apertura del pacco che lo conteneva. Maigret da parte sua adotterà il cagnolino del signor Holoway rimasto senza padrone.